# Белореченский (Архангельская область)
Белореченский — посёлок в Верхнетоемском муниципальном округе Архангельской области России.

## География
Посёлок находится в юго-восточной части Архангельской области, в подзоне средней тайги, в пределах северной окраины Восточно-Европейской равнины, на правом берегу реки Пинеги, на расстоянии примерно 66 километров (по прямой) к северо-востоку от села Верхняя Тойма, административного центра округа. Абсолютная высота — 134 метра над уровнем моря.

### Часовой пояс
Белореченский, как и вся Архангельская область, находится в часовой зоне МСК (московское время). Смещение применяемого времени относительно UTC составляет +3:00.

## Население
| 2002 | 2010 |
| ---- | ---- |
| 216  | ↘162 |

### Национальный состав
Согласно результатам переписи 2002 года, в национальной структуре населения русские составляли 96 %.